# آرایال دو کابو
آرایال دو کابو (به پرتغالی: Arraial do Cabo) یک منطقهٔ مسکونی در برزیل است که در ریو دو ژانیرو واقع شده‌است. آرایال دو کابو ۱۵۲٫۳۰۵ کیلومتر مربع مساحت و ۳۰٬۵۹۳ نفر جمعیت دارد و ۸ متر بالاتر از سطح دریا واقع شده‌است.